# 中山川 (徳島県)
中山川（なかやまがわ）は、徳島県那賀郡那賀町を流れる那賀川水系の河川である。

## 地理
那賀郡那賀町中山の水源より那賀川に合流する。途中、南川と合流する。国道195号と並行して流れている。中山川に生息するオヤニラミは1967年（昭和42年）に徳島県の天然記念物に指定された。

## 流域の主な施設
- 徳島県道283号和食勝浦線
- 道の駅わじき
- 鷲敷ライン

## 流域の自治体
徳島県
那賀郡那賀町